# Wu Chao Hsiang

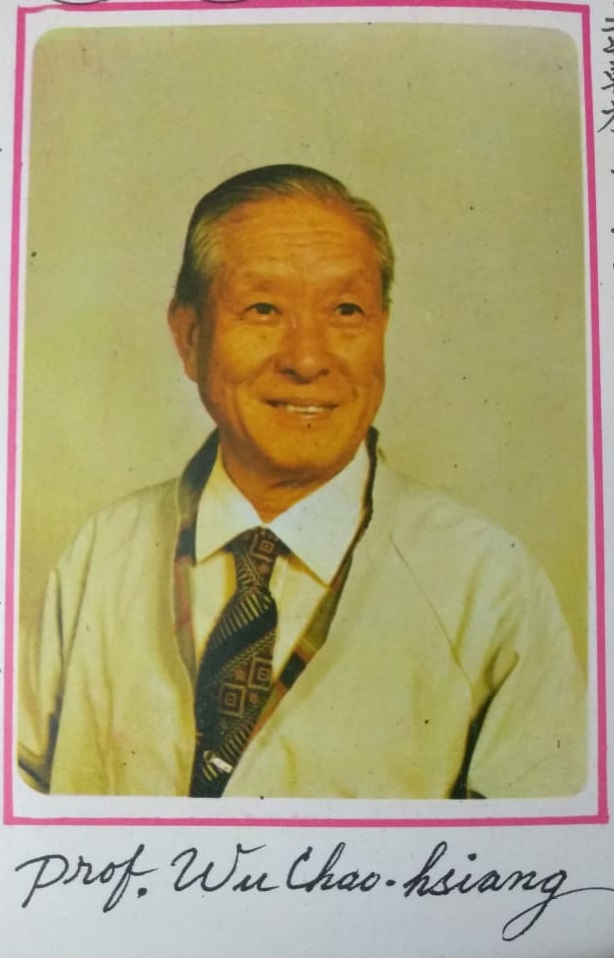
Foto da contra-capa do livro "Tai Chi-Chuan" do Dr. Wu, 5ª edição (1988).

Wu Chao Hsiang (pinyin: Wǔ Cháo Xiàng, hanzi: 武朝相, 22 de julho de 1917 - 1 de abril de 2000)  foi um mestre de artes marciais chinesas e de medicina chinesa, um dos responsáveis por trazer os estilos Tai Ji Quan (Tai Chi Chuan), Xing Yi Quan (Hsing-I Chuan), Ba Gua Zhang e as práticas de Acupuntura, Moxabustão e massagem Tuiná para o Brasil.

## Vida e legado

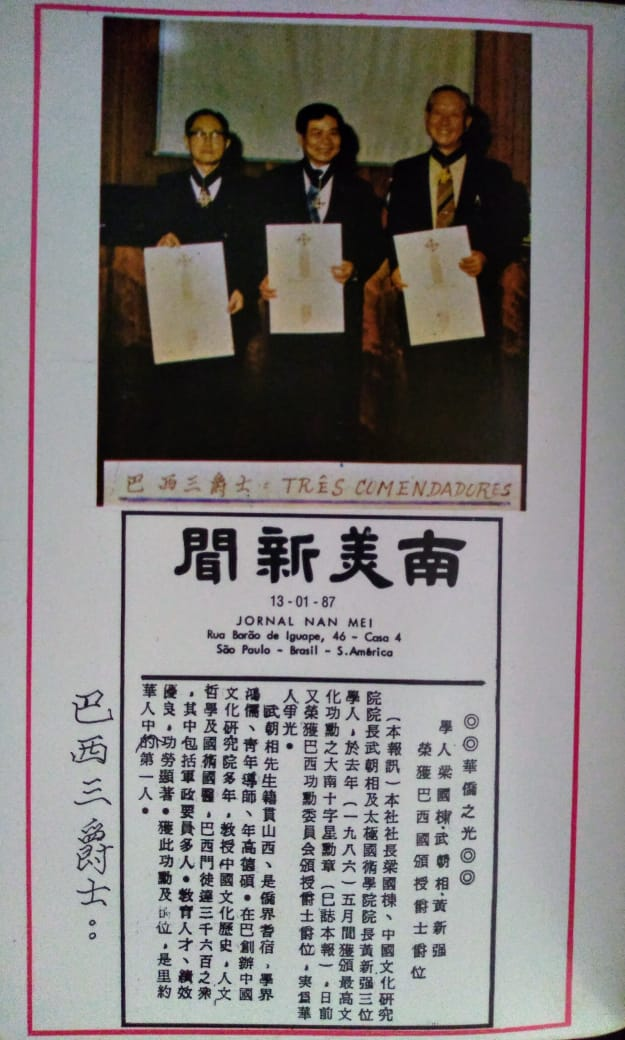
Wu Chaoxiang (canto direito) durante a cerimônia para recebimento do título de Comendador de Taiwan e notícia no Jornal Nan Mei (13/01/1987) registrando seus feitos (5ª ed. do seu livro "Tai Chi-Chuan").

Hsiang desde cedo praticou e se formou nas artes marciais chinesas Xing Yi Quan, Tai Ji Quan e Ba Gua Zhang com o mestre Bù Xuékuān 布學寬 - o mestre Bù era detentor da linhagem Che de Xing Yi Quan da região de Shanxi, bem como treinou Tai Ji Quan e Ba Gua Zhang com Sun Luntang. Posteriormente aprendeu também os estilos conhecidos como o Tan Tui (潭腿) e Cha Quan (查拳), com os mestres Yu Zhensheng (于振聲) e Ma Jingbiao (馬金標). Em 1948, fugindo da guerra civil chinesa, muda-se com a esposa Wu Chang Jolin para Taiwan, onde se formou também em Medicina Chinesa na capital Taibei e onde tiveram o seu único filho, Wu Zhi Cheng 武志成 (Wu Jyh Cherng). Nesse contexto ele já começou a ensinar Xing Yi Quan e Tai Ji Quan para um dos seus primeiros alunos não-chineses, o militar e pesquisador Stanley Henning, que escreveu um artigo relatando o treinamento na famosa revista Journal of Asian Martial Arts (traduzido ao espanhol). Esse periódico encerrou as suas publicações, mas chegou a ter um desenho em homenagem ao mestre Wu Chaoxiang como capa, posteriormente utilizada no livro Henning's Scholarly Works on Chinese Combative Traditions.
No contexto de crise política entre China e Taiwan da década de 1970, ele saí de Taiwan no final de 1972 e Chega no Brasil em 1973. O "Dr. Wu", como ficou conhecido no Brasil, vai trabalhar em um projeto agrícola na região norte desse país.  Mais tarde, em 1973, fixa moradia na cidade do Rio de Janeiro, onde se firma como professor de artes marciais e terapeuta de medicina chinesa no seu Instituto de Cultura Chinesa. Ao longo de sua vida formou vários alunos brasileiros que continuam o seu legado das artes marciais chinesas e da medicina chinesa no Brasil, com destaque para a AFICORJ (Associação de Filosofia e Cultura Oriental do Rio de Janeiro), bem como também em outros países, como os Estados Unidos.  
Além de alunos, ele deixou registros escritos e oficiais das suas contribuições. Escreveu algumas obras, incluindo artigos em revistas e livros, sendo que um desses livros existe somente em português: Tai Chi-Chuan: Como usar a técnica da grande energia cósmica, publicado no Rio de Janeiro pela editora Achiamé pela primeira vez em 1984, contanto com cinco edições pela mesma editora. Recebeu o título de Comendador da comunidade chinesa - esse último fato foi publicado no "Jornal Nan Mei" de São Paulo, periódico da comunidade chinesa, em 13 de janeiro de 1987 . Faleceu entre 31 de março e 1 de abril do ano de 2000. 
O filho do Dr. Wu Chaoxiang, o mestre Wu Jyh Cherng, além de ensinar grande parte do legado do pai, também se tornou mestre e sacerdote taoísta e foi o fundador em 1990 da Sociedade Taoísta do Brasil.

## Publicações
- WU, Chaoxiang. Tai Chi-Chuan: Como usar a técnica da grande energia cósmica. Rio de Janeiro: Achiamé, 1984.
- 武朝相 [Wu Chaoxiang]. 《強身之道》 [Caminhos da saúde do corpo]. 台北 [Taibei]：中華武術出版社, 1972。
- 武朝相 [Wu Chaoxiang]. 『形意拳簡介』 [Introdução ao Boxe da Forma e Mente]. 《武壇》第一卷，第五期，13, 1971.
- 武朝相 [Wu Chaoxiang]. 『形意拳的基本功夫』 [Habilidades básicas do Boxe da Forma e Mente]  上中下《太極拳研究專集》第三十四，三十六，三十九期，台北：中華書局, 1969.